# كاري إريكسون
كاري إريكسون (بالإنجليزية: Kari Erickson)‏ هي لاعبة كرلنغ أمريكية، ولدت في 18 ديسمبر 1971 في بيميدجي في الولايات المتحدة.

## وصلات خارجية
- كاري إريكسون على موقع الاتحاد الدولي للكرلنغ (الإنجليزية)
- كاري إريكسون على موقع اللجنة الأولمبية الدولية (الإنجليزية)
- كاري إريكسون على موقع أوليمبيديا (الإنجليزية)
- كاري إريكسون على موقع اللجنة الأولمبية والبارالمبية الأمريكية (الإنجليزية)